# St. Pierre Cemetery
St. Pierre Cemetery is een begraafplaats gelegen in de Franse plaats Amiens (Somme). De militaire graven worden onderhouden door de Commonwealth War Graves Commission.
De begraafplaats telt 747 geïdentificeerde Gemenebest graven, waarvan 668 uit de Eerste Wereldoorlog en 79 uit de Tweede Wereldoorlog.